# Cascate del Serio
Le cascate del Serio sono formate dall'omonimo fiume pochi chilometri dopo la sua nascita, nelle Alpi Orobie, in provincia di Bergamo. Sono situate a circa 1750 m di altitudine (testa della cascata). Si trovano nel territorio di Valbondione, in alta val Seriana.
Alte complessivamente 315 metri, misura che le rende la seconda tra le cascate più alte d'Italia, sono formate da tre salti principali di 166, 74 e 75 metri; in occasioni rarissime e prima della costruzione della diga a monte, in caso di particolari temporali e piogge persistenti, si potevano ammirare quasi in un unico getto e salto.

## Storia
Le prime descrizioni di queste cascate risalgono alle cronache dei viaggiatori del sedicesimo sec., come è il caso di Giovanni Maironi da Ponte il quale le rappresentò come il "luogo dove rifarsi delle tante amarezze della vita". 
Nel 1897 il CAI tenne il XXIX Congresso proprio al Barbellino con il barone Scotti, il conte Albani e il presidente Curò. Fino al 1931 erano visibili tutto ll'anno, in quanto scendevano naturalmente dal soprastante Piano del Barbellino, in cui confluivano le acque provenienti da monti come il Recastello e il Monte Gleno, mentre d'estate erano alimentate dal ghiacciaio del Trobio, a quel tempo ancora imponente (negli ultimi anni lo spessore del ghiaccio si sta assottigliando, anche se il ghiacciaio rimane comunque uno dei più importanti di tutto l'arco orobico).
Dal 1932, anno di realizzazione della diga del Barbellino, esse non furono più visibili perché il bacino della diga tratteneva le acque che le alimentavano.
Solo dal 1969 fu possibile ammirare nuovamente le cascate grazie a un accordo tra Enel, proprietaria della diga, e l'amministrazione di Valbondione, nel cui territorio sono situate. Le cascate tornarono a essere permanentemente visibili tra il 1975 e il 1977, quando a causa di alcuni lavori di restauro della diga si svuotò completamente il bacino.
È possibile godersi la cascata per cinque volte all'anno, solitamente una domenica al mese tra giugno e ottobre. In queste cinque date l'invaso del Barbellino viene aperto per mezz'ora, lasciando defluire tra gli 8˙000 e i 10˙000 m3 di acqua. Queste acque, una volta percorso il salto, vanno ad aumentare la portata del Serio di 4,5 - 6 m3 di acqua al secondo.
Nel luglio del 1984, durante una delle aperture, un elicottero che stava sorvolando le cascate per ammirare dall'alto l'evento entrò in contatto con i cavi della teleferica che raggiunge la centrale idroelettrica soprastante le cascate. Il contatto con i cavi provocò la rottura delle pale dell'elicottero che precipitò. L'incidente provocò la morte di tutti e 4 i passeggeri dell'elicottero (compreso il pilota), inoltre l'effetto frusta generato dalla rottura del cavo teso della teleferica ferì 5 persone che stavano assistendo all'evento da terra.
L'attrazione turistica dell'apertura delle cascate è diventata fonte di economia per il paese di Valbondione: richiama infatti centinaia di turisti che si appostano lungo i sentieri di fronte alla cascata o che soggiornano al vicino rifugio Curò.

## Formazione

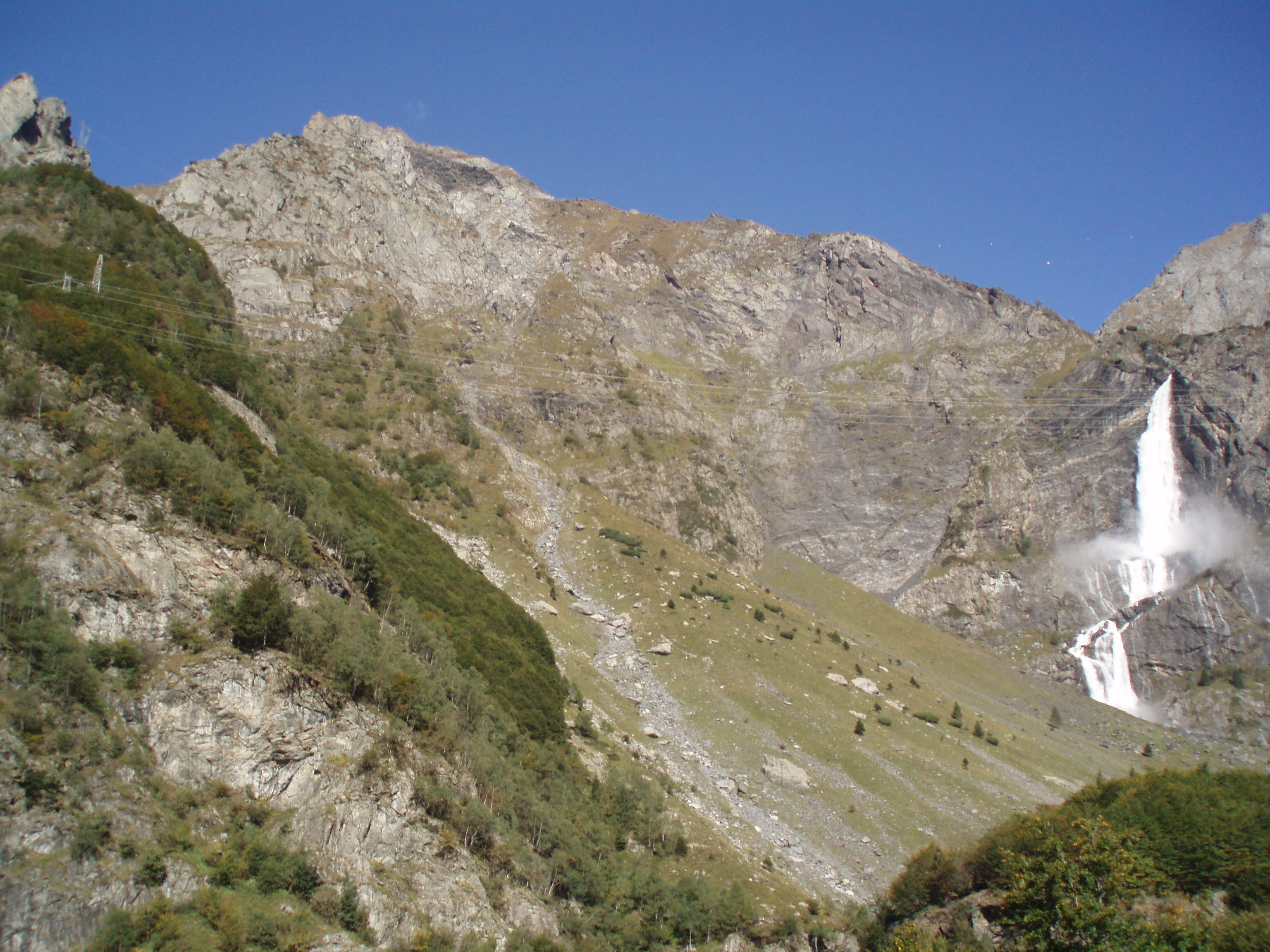
L'ambiente alpino che circonda le cascate

Attorno alle cascate sorge una leggenda circa la loro formazione.
Si racconta che nella zona del Pian del Barbellino viveva nel suo castello una nobildonna innamorata di un pastore che si aggirava con il suo gregge in questi monti. Egli, però, era fidanzato con una bellissima ragazza del borgo, e non intendeva lasciarla.
Un giorno la nobildonna fece rapire la ragazza e la fece rinchiudere nelle prigioni del castello sulle alture del Barbellino. Il pianto della prigioniera fu talmente forte e disperato da trasformarsi in ruscelli e torrenti che travolsero ogni cosa, castello e dama compresi, modificando il paesaggio e creando il salto dove si tuffa il Serio.
Più verosimilmente, le cascate nacquero diverse centinaia di migliaia di anni fa. Anticamente, sul Piano del Barbellino doveva esistere un lago contenuto dalle rocce vulcaniche che formano le montagne attorno. Col passare del tempo l'azione erosiva dell'acqua riuscì ad aprire un varco tra queste rocce, formando la cascata. Poi l'azione modellante dei ghiacciai del Quaternario ha ulteriormente plasmato il salto, andando ad erodere la roccia lì dove era più friabile. L'uomo ha poi imitato la natura costruendo la grande diga del Barbellino che ha sbarrato nuovamente le acque.

## Citazioni
(Giovanni Maironi da Ponte, XVIII secolo)
Così Giovanni Maironi da Ponte descrive nel XVIII secolo il luogo dello spumeggiante salto da oltre 300 metri.
Nel XIX secolo le cascate vengono incluse nell'atlante di geografia della casa editrice Vallardi (La Terra, trattato popolare di geografia universale), dove compare una descrizione dettagliata del luogo e del triplice salto.
Le cascate compaiono nel film premio Oscar Chiamami col tuo nome del registra Luca Guadagnino, tratto dall'omonimo libro di André Aciman, durante una gita sulle Alpi Orobie dei due protagonisti Elio e Oliver.
Le cascate sono raffigurate nello stemma della comunità montana della Valle Seriana Superiore.